# Kazimierz Kominkowski
Kazimierz Wiktor Kominkowski (ur. 30 września 1889 w Nowym Targu, zm. ?) – podpułkownik piechoty Wojska Polskiego, działacz niepodległościowy, kawaler Orderu Virtuti Militari.

## Życiorys
Urodził się 30 września 1889 w Nowym Targu, ówczesnym mieście powiatowym Królestwa Galicji i Lodomerii, w rodzinie Stanisława i Jadwigi z Lazarów. Ukończył Szkołę Handlową w Krakowie i tamtejsze Konserwatorium Towarzystwa Muzycznego.
Po zakończeniu I wojny światowej, jako były żołnierz Legionów Polskich został przyjęty do Wojska Polskiego i zatwierdzony do stopnia podporucznika. Uczestniczył w wojnie polsko-bolszewickiej, m.in. w bitwie pod Żabinką. 
Został awansowany na stopień kapitana piechoty ze starszeństwem z dniem 1 czerwca 1921. W latach 20. XX w. był oficerem 7 pułku piechoty Legionów w Chełmie (tak samo kpt. Aleksander Kominkowski), w którym w 1923 pełnił funkcję p.o. dowódcy I batalionu, a w 1924  pełnił funkcję p.o. dowódcy III batalionu. Został awansowany na stopień majora piechoty ze starszeństwem z dniem 1 lipca 1925. W listopadzie 1926 został przeniesiony z Oddziału Va Biura Ścisłej Rady Wojennej do składu osobowego Generalnego Inspektora Sił Zbrojnych na stanowisko referenta Samodzielnego Referatu Personalnego. W kwietniu 1929 został wyznaczony na stanowisko kierownika Samodzielnego Referatu Personalnego GISZ i jednocześnie zastępcy szefa Biura Personalnego Ministerstwa Spraw Wojskowych. W lipcu tego roku został zwolniony ze stanowiska kierownika Samodzielnego Referatu Personalnego GISZ i pozostawiony na stanowisku zastępcy szefa Biura Personalnego MSWojsk. Został awansowany na stopień podpułkownika piechoty ze starszeństwem z dniem 1 stycznia 1930. Z dniem 30 kwietnia 1934 został przeniesiony do rezerwy.
Został dyrektorem Biura Personalnego Ministerstwa Komunikacji. Był prezesem Zarządu Głównego stowarzyszenia Rodzina Kolejowa, założonego w 1934 oraz członkiem Związku Strzeleckiego i Kolejowego Przysposobienia Wojskowego. W lipcu 1936 pracował na stanowisku dyrektora Gabinetu Ministra Poczt i Telegrafów.
Był żonaty, bezdzietny.

## Ordery i odznaczenia
- Krzyż Srebrny Orderu Virtuti Militari nr 4874 – 8 grudnia 1921[21][1]
- Krzyż Niepodległości – 6 czerwca 1931 „za pracę w dziele odzyskania niepodległości”[22]
- Krzyż Kawalerski Orderu Odrodzenia Polski – 10 listopada 1928 „za zasługi na polu organizacji i wyszkolenia wojska”[23]
- Krzyż Walecznych czterokrotnie[24]
- Złoty Krzyż Zasługi – 18 marca 1933 „za zasługi na polu organizacji i administracji wojska”[25]
- Srebrny Krzyż Zasługi – 3 sierpnia 1928 „za zasługi na polu organizacji i administracji wojska”[26][27]
- Odznaka Pamiątkowa Generalnego Inspektora Sił Zbrojnych – 12 maja 1936
- łotewski Medal Pamiątkowy 1918-1928 – 6 sierpnia 1929[28]